# Ковальська вулиця (Одеса)
Ковальська вулиця — вулиця в Одесі, в історичній частині міста, від провулку Топольського до Успенської вулиці.

## Історія
У ранній історії Одеси цей район міста був заселений ямщиками, тому перша вулиця тут отримала назву — Ямська. Пізніше вона в честь міського голови була перейменована у вулицю Новосельського. Зі встановленням радянської влади вулиця — Островидова.
Поблизу Ямської вулиці склалася слобода, де жили і працювали ковалі. Їх вулиця стала Ковальською. У 1934 році після епопеї з криголамом «Челюскін» вулицю перейменували в Челюскінців.
З 1995 року це знову Ковальська вулиця.
У 1946—1953 роках на початку вулиці на місці малоповерхової приватної забудови за проектом архітектора Єзекії Брейтбурта було зведено будівлю Державного університету інтелектуальних технологій і зв'язку.

## Відомі жителі
- На розі із Спиридонівською вулицею — Анна Ахматова[2]

## Пам'ятки

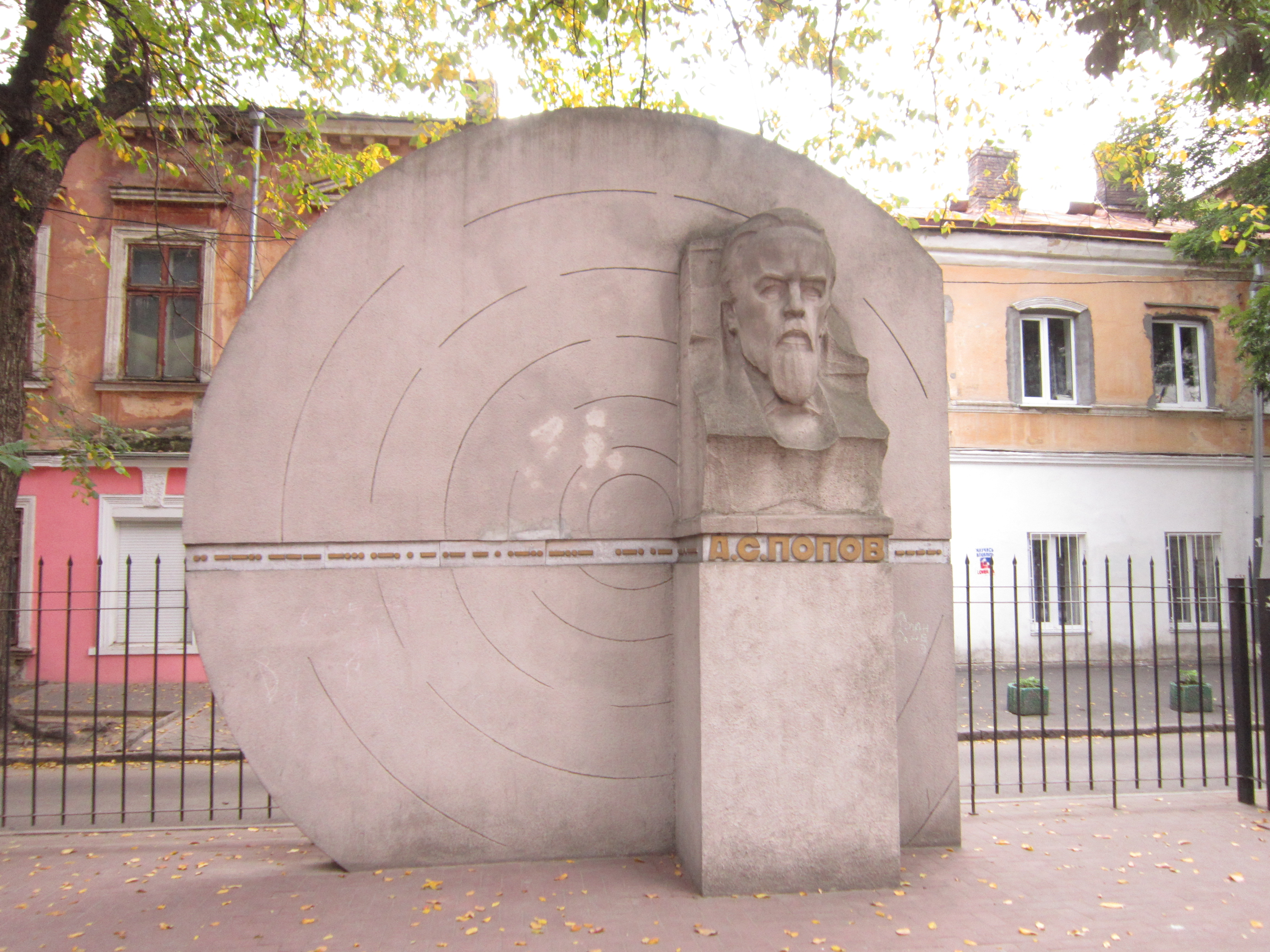
Пам'ятник Олександру Попову

- Пам'ятник Олександру Попову[3][4]